# Aleksandr Andriejew (działacz)
Aleksandr Nikitowicz Andriejew (ros. Александр Никитович Андреев, ur. 1917 we wsi Dmitrowka w guberni chersońskiej, zm. 1988) – radziecki działacz partyjny.

## Życiorys
Ukończył Humański Instytut Rolniczy, od 1933 był nauczycielem, kierownikiem sekcji szkoleniowej i dyrektorem niepełnej szkoły średniej, w latach 1942–1945 służył w Armii Czerwonej. Od 1944 należał do WKP(b), od 1945 był lektorem, propagandzistą i sekretarzem rejonowego komitetu KP(b)U, a od 1954 do stycznia 1963 sekretarzem Komitetu Obwodowego KPU, był również słuchaczem Wyższej Szkoły Partyjnej przy KC KPU. Od stycznia 1963 do grudnia 1964 był II sekretarzem Czerkaskiego Wiejskiego Komitetu Obwodowego KPU, od grudnia 1964 do października 1965 II sekretarzem Czerkaskiego Komitetu Obwodowego KPU, od października 1965 do 27 stycznia 1976 I sekretarzem Czerkaskiego Komitetu Obwodowego KPU, a od 18 marca 1966 do 10 lutego 1976 członkiem KC KPU. Był deputowanym do Rady Najwyższej ZSRR 7 kadencji.